# 23887 Shinsukeabe
23887 Shinsukeabe este un asteroid din centura principală de asteroizi.

## Descriere
23887 Shinsukeabe este un asteroid din centura principală de asteroizi. A fost descoperit pe 17 septembrie 1998 la Stația Anderson Mesa în cadrul programului LONEOS. Asteroidul prezintă o orbită caracterizată de o semiaxă mare de 2,82 ua, o excentricitate de 0,06 și o înclinație de 5,7° în raport cu ecliptica.